# La Counamama Rivière
La Counamama Rivière är ett vattendrag i Franska Guyana (Frankrike). Det ligger i den norra delen av landet, 120 km nordväst om huvudstaden Cayenne.